# Mosteiro Svensky
O Mosteiro Svensky (em russo: Све́нский Свя́то-Успе́нский монасты́рь) é um mosteiro ortodoxo exclusivo para homens localizado na vila Suponevo, Oblast de Briansk, um dos mosteiros russos mais antigos.
O mosteiro foi fundado em 1288 pelo príncipe russo Roman Mikhailovich. Uma lenda diz que o príncipe inesperadamente começou a perder a visão. Para conseguir se curar, ele enviou os seus servos para o Mosteiro de Kiev-Petchersk para pegar uma imagem miraculosa, Imagem da mãe de Deus de Kiev-Petchersk. Enquanto eles viajavam pelo rio Desna, a imagem magicamente desapareceu do navio e apareceu na costa do rio Sven, onde o príncipe a encontrou. Depois de uma oração em frente da imagem, ele foi curado. Ele ordenou que construíssem um mosteiro naquele lugar, construir uma igreja de madeira em nome da mãe de Deus. Devido ao nome arcaico do rio Svin, durante o século XVII o mosteiro era chamado como Svinsky.